# Любовь и честь
«Любовь и честь» — японский фильм 2006 года режиссёра Ёдзи Ямады, основанный на историческом романе Сюхэя Фудзисавы. Это третий фильм трилогии о самураях японского режиссёра Ёдзи Ямады. Первый фильм трилогии — «Сумеречный самурай» (2002), второй — «Скрытый клинок» (2004).

## Сюжет
Синодзё — самурай невысокого положения, который живёт со своей любимой и любящей женой. Он находит свою должность дегустатора пищи при даймё скучной и бессмысленной и ведёт разговор об открытии школы кэндо для мальчиков всех сословий, где он обучал бы их владению мечом. Но прежде, чем его мечта осуществилась, Синодзё отравился, попробовав еду феодала. Расследование показало, что отравление было не результатом заговора, а следствием неудачного выбора пищи, не подходящей по сезону. Однако следствием отравления Синодзё явилась почти полная слепота (Синодзё мог лишь отличить темноту от света), по причине которой он вынужден оставить службу, что лишает его средств к существованию. Тем временем его жена была принуждена изменить ему с высокопоставленным членом клана — начальником охраны даймё, который взамен посулил назначить пенсию её ослепшему мужу, хотя приказ об этом уже отдан главой клана. Синодзё, прознав об измене жены, в гневе выгоняет её из дома во время проливного дождя. Он решает отомстить за свою поруганную честь и честь жены, и просит сэнсэя обучить его технике слепого боя на мечах. Вскоре, он вызывает обидчика на бой. Тот соглашается и терпит сокрушительное поражение. Не выдержав горечи поражения от руки незрячего противника, начальник охраны кончает с собой на исходе дня. Проходит некоторое время, и Синодзё, устав от скверной стряпни старого слуги, соглашается на его предложение привести в дом кухарку. Отведав первое кушанье, он сразу распознает блюдо жены, и тогда раскрывается невинная хитрость старого слуги — оказывается, тот привел изгнанницу обратно в дом. Самурай прощает жену и позволяет ей вернуться домой.

## В ролях
| Актёр          | Роль              |
| -------------- | ----------------- |
| Такуя Кимура   | Синодзё Мимура    |
| Рэй Дан        | Каё Мимура        |
| Мицугоро Бандо | Тоя Симада        |
| Такаси Сасано  | Токухэй           |
| Каори Момои    | Инэ Хатано        |
| Нэндзи Кобаяси | Сакуносукэ Хигути |
| Кэн Огата      | Магохатиро Кибэ   |